# Aleksandr Kornelyuk
Aleksandr Olegovich Kornelyuk (en russe : Александр Олегович Корнелюк ; en français : Aleksandr Olegovitch Korneliouk), né le 28 juin 1950 à Bakou en Union soviétique, est un athlète soviétique spécialiste du 100 mètres.

## Carrière
Champion d'URSS du 100 m en 1970, il récidive en 1973 en courant en 10 s 0, son record personnel et record d'Europe sur la distance (temps manuel). Il est aussi deux fois champion d'URSS du 60 m (1972 et 1973).
En 1973, il représente l'URSS à la Coupe d'Europe des nations et prend la deuxième place du 100 m en 10 s 34.
Aleksandr Korneliouk s'établit par la suite à Minsk et devint président de la fédération d'athlétisme de Biélorussie.

### Palmarès
| Date | Compétition                    | Lieu     | Résultat | Épreuve    | Performance |
| ---- | ------------------------------ | -------- | -------- | ---------- | ----------- |
| 1970 | Universiades                   | Turin    | 3e       | 4 × 100 m  | 39 s 4      |
| 1971 | Championnats d'Europe          | Helsinki | 6e       | 100 mètres | 10 s 7      |
| 1971 | Championnats d'Europe          | Helsinki | 5e       | 4 × 100 m  | 40 s 0      |
| 1972 | Championnats d'Europe en salle | Grenoble | 2e       | 50 mètres  | 5 s 81      |
| 1972 | Jeux olympiques d'été          | Munich   | 4e       | 100 mètres | 10 s 36     |
| 1972 | Jeux olympiques d'été          | Munich   | 2e       | 4 × 100 m  | 38 s 50     |
| 1974 | Championnats d'Europe en salle | Göteborg | 3e       | 60 mètres  | 6 s 66      |
| 1974 | Championnats d'Europe          | Rome     | 8e       | 100 mètres | 10 s 43     |
| 1974 | Championnats d'Europe          | Rome     | 4e       | 4 × 100 m  | 39 s 03     |

### Records
| Épreuve           | Performance | Lieu   | Date |
| ----------------- | ----------- | ------ | ---- |
| 100 mètres        | 10 s 0      | Moscou | 1973 |
| 60 mètres (salle) | 6 s 4       | Moscou | 1972 |